# Coelopynia pruinosa
Coelopynia pruinosa är en tvåvingeart som beskrevs av Freeman 1961. Coelopynia pruinosa ingår i släktet Coelopynia och familjen fjädermyggor. Inga underarter finns listade i Catalogue of Life.